# Канаро

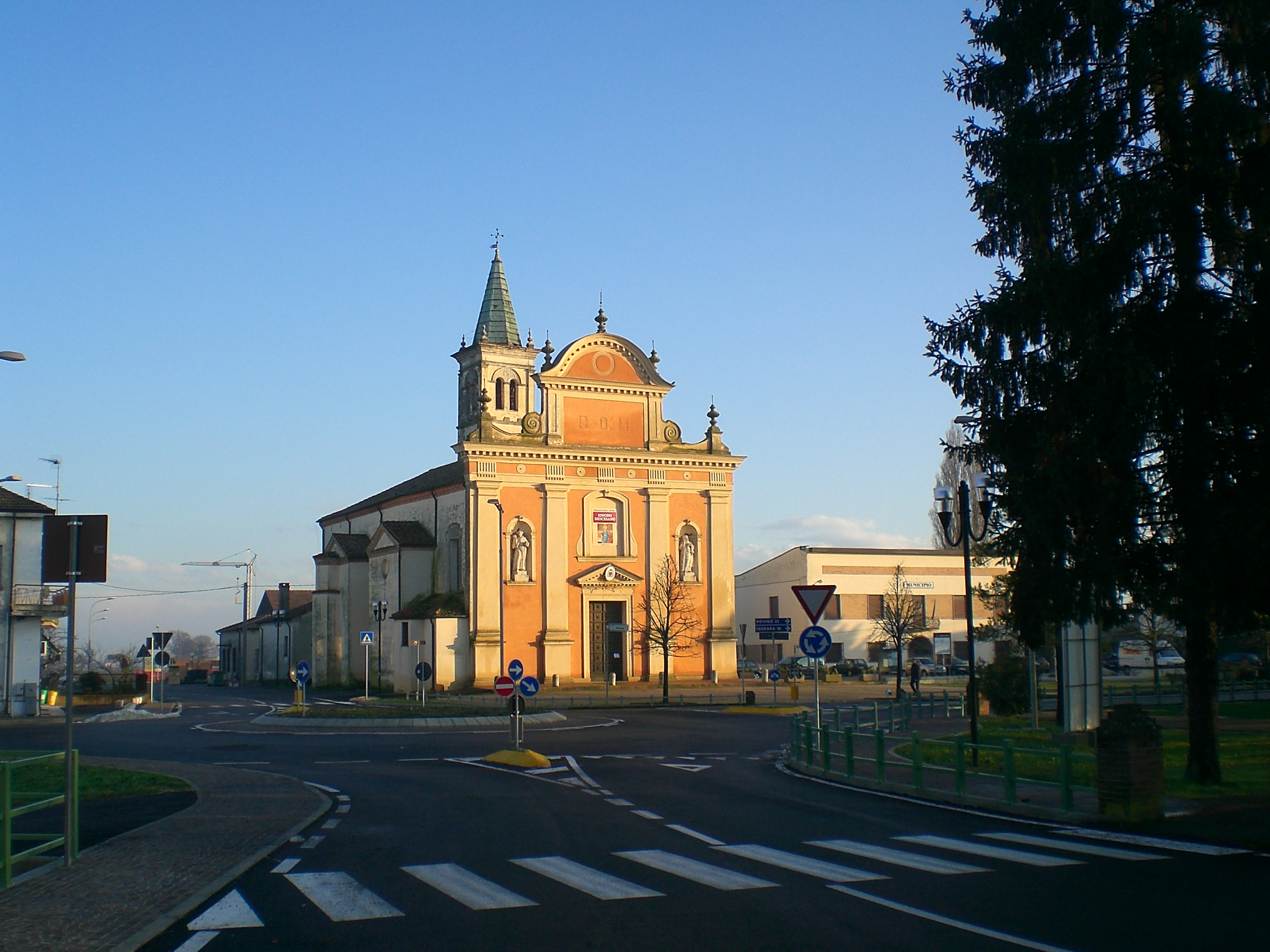
Приходской храм святой Софии.

Канаро (итал. Canaro) — коммуна в Италии, располагается в провинции Ровиго области Венето.
Население составляет 2836 человек, плотность населения составляет 89 чел./км². Занимает площадь 32 км². Почтовый индекс — 45034. Телефонный код — 0425.
Покровительницей коммуны почитается святая София. Праздник ежегодно празднуется 18 сентября, 30 сентября, а также в первое воскресение октября.